# 体育高等学校
体育高等学校（たいいくこうとうがっこう）とは、主に体育についての専門技術や知識を習得するための高等学校のことである。

## 概要
韓国においては、主に国立の特殊目的高等学校として設置されていて、ソウル体育高等学校、釜山体育高等学校、全北体育高等学校などの例がある。
日本においては、「体育に関する学科」は普通科などに併設されることが多いため、設置されていても「体育高等学校」と呼ばれることは少ない。学校名に「体育」を含む例も、日本女子体育大学附属二階堂高等学校、大阪体育大学浪商高等学校などのように体育大学に附属する場合などに限られる。